# Music for the Masses / Black Celebration
Music for the Masses / Black Celebration (ang. Muzyka dla mas / Czarna uroczystość) – specjalne wydanie siódmego albumu grupy Depeche Mode (dziewiątego w USA) wydanego w 1987 (zob. 1987 w muzyce) oraz szóstego albumu Depeche Mode (ósmego w USA) wydanego w 1986 (zob. 1986 w muzyce) na kasecie magnetofonowej.

## Opis albumu
Music for the Masses jest siódmym albumem grupy Depeche Mode (dziewiątym w USA). Jest kolejnym przełomem w twórczości zespołu, tym razem radykalnie zmienia się temat tekstów.
Black Celebration jest szóstym albumem grupy Depeche Mode (ósmym w USA). Jest przełomem w twórczości zespołu. Teksty i nowy styl muzyki pokazują, że działalność grupy wkracza na kolejny tor ewolucji.

## Lista utworów
1. Never Let Me Down Again – 4:47
2. The Things You Said – 4:02
3. Strangelove – 4:56
4. Sacred – 4:47
5. Little 15 – 4:18
6. Behind the Wheel – 5:18
7. I Want You Now – 3:44
8. To Have and to Hold – 2:51
9. Nothing – 4:17
10. Pimpf – 3:54
11. (utwór ukryty) Interlude No. 1 – „Mission Impossible” – 1:26
12. Black Celebration – 4:57
13. Fly on the Windscreen (Final) – 5:19
14. A Question of Lust – 4:22
15. Sometimes – 1:54
16. It Doesn’t Matter Two – 2:51
17. A Question of Time – 4:09
18. Stripped – 4:17
19. Here Is the House – 4:16
20. World Full of Nothing – 2:48
21. Dressed in Black – 2:34
22. New Dress – 3:42

## Twórcy
- Fletcher Andy
- Gahan Dave
- Gore Martin Lee
- Wilder Alan